# Adware
Adware ist ein Kofferwort aus engl. advertisement (dt.: „Reklame“, „Werbung“) und Software. Es bezeichnet Software, die dem Benutzer zusätzlich zur eigentlichen Funktion Werbung zeigt bzw. weitere Software installiert, welche Werbung anzeigt. Adware ist üblicherweise kostenlos und funktionell uneingeschränkt. Oft ist sie auch in kostenlose Software („Freeware“) oder Hilfsprogramme eingebettet und daher schwer zu erkennen. Durch Vermarktung der Werbeflächen werden die Entwicklungskosten gedeckt oder auch Gewinn erzielt. Oft gibt es auch eine Option, gegen Bezahlung eine werbefreie Vollversion zu erhalten.
Auch Malware, die Werbezwecken dient, wird als Adware bezeichnet.

## Markenname
Es gibt eine Software-Reihe des Unternehmens Frevel & Fey, das seit Anfang der 1990er Jahre ihre Software für Verlage und Medienunternehmen unter dem Markennamen adware entwickelte und vertrieb, noch bevor der Begriff „Adware“ für werbefinanzierte Software verwendet wurde. Wegen der negativen Assoziationen, die der Begriff mittlerweile auslöst, hat das Unternehmen seine Verlagssoftware inzwischen in mediaSuite umbenannt.